# Philipp Johann Berdellé

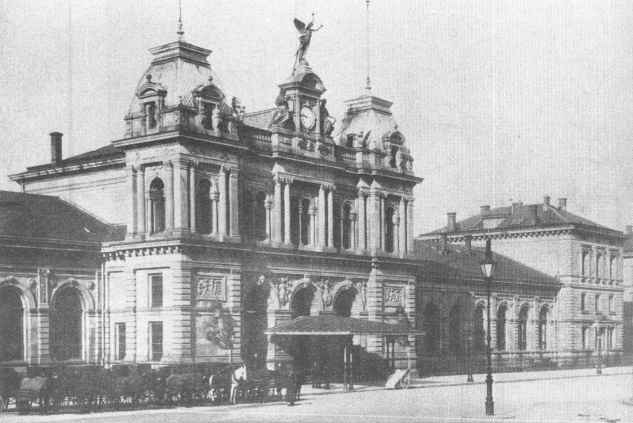
Der Mainzer Hauptbahnhof um 1885

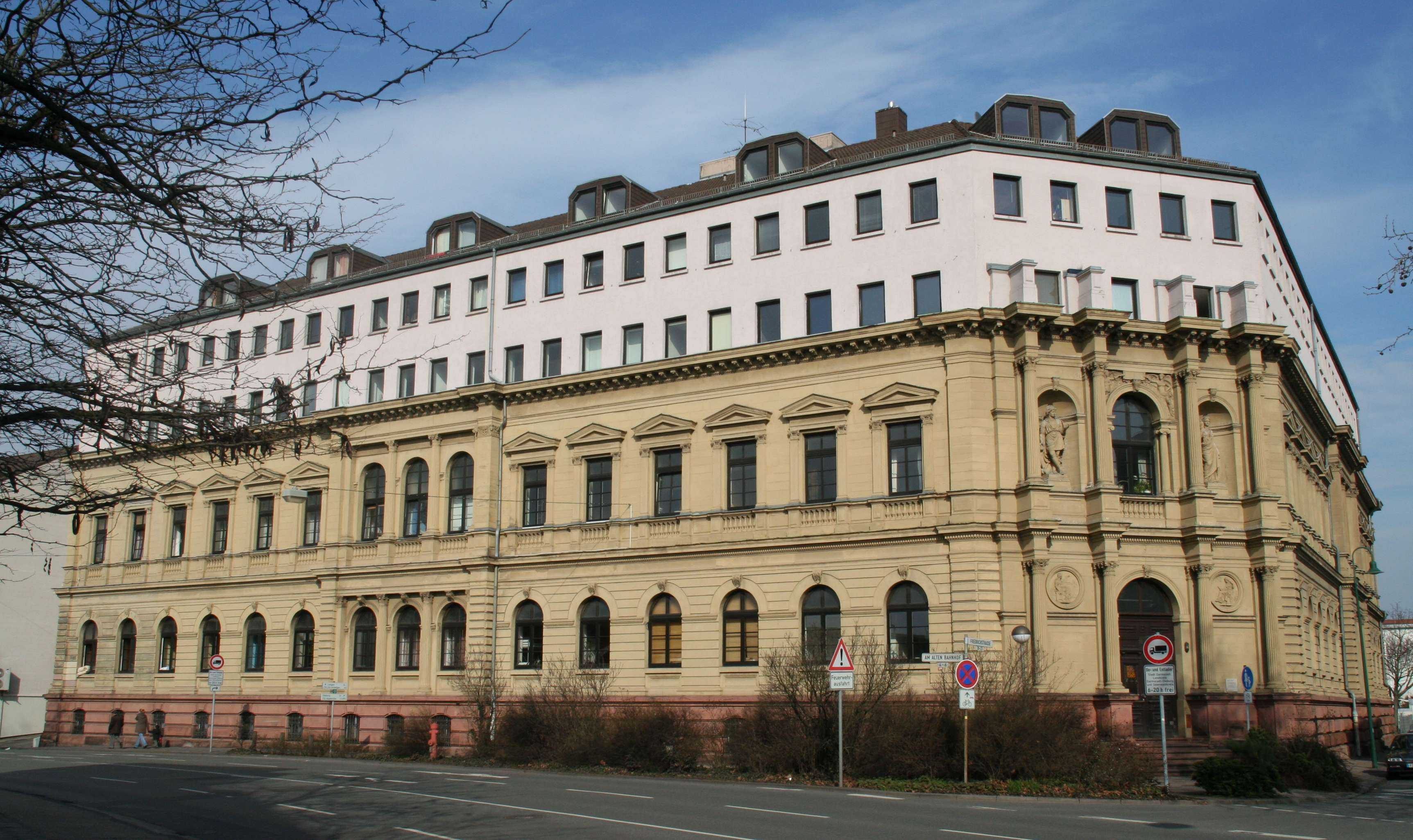
Ehemaliger Sitz der Bank für Handel und Industrie in Darmstadt

Philipp Johann Berdellé (* 14. Februar 1838 in Mainz; † 10. Juli 1903 ebenda) war ein deutscher Architekt, der in Darmstadt und Mainz eine Reihe öffentlicher Gebäude entwarf. Er war ein typischer Vertreter der Architektur des Historismus.

## Karriere
Philipp Johann Berdellé stand in einem Dienstverhältnis zur Eisenbahndirektion Mainz und wurde mit dem Ablauf des Jahres 1900 pensioniert. Er starb am 10. Juli 1903 und ist auf dem Mainzer Hauptfriedhof begraben.

## Werk
- Die dem Ludwigsbahnhof in Darmstadt benachbarten, 1873–1875 ausgeführten ehemaligen Geschäftssitz der Bank für Handel und Industrie (Darmstadt). Vor allem orientiert sich die Eckfassade der Bank an der Baukunst von Gottfried Semper (Mittelpavillon für den Dresdner Zwinger). Die Fassadenskulpturen von Valentin (1837–1920) und Heinrich Barth entstanden nach Modellen von August Drach. Seit 1932 wird das Bauwerk nicht mehr als Bankgebäude genutzt, nach dem Zweiten Weltkrieg wurde es um zwei weitere Geschosse aufgestockt.
- Evangelische Pfarrkirche in Zotzenbach (1874–1877)
- Ludwigsbahnhof in Darmstadt, eröffnet 1875
- Lennebergturm im Lennebergwald zwischen Mainz und Budenheim im Stil der Neugotik (1878–1880)
- Empfangsgebäude des Mainzer Hauptbahnhofs, eröffnet 1884, das im Stil der Neorenaissance gehalten ist, aber auch barocke und klassizistische Elemente aufweist, gleichzeitig:
- Empfangsgebäude des Mainzer Südbahnhofs (heute: Bahnhof Mainz Römisches Theater), das allerdings 2006, trotz Denkmalschutzes, bis auf eine Fassade abgerissen wurde.
- Verwaltungsgebäude der Eisenbahndirektion Mainz von 1888, das jedoch im Zweiten Weltkrieg zerstört wurde.

Darüber hinaus sind von ihm entworfene Wohnhäuser in der Mainzer Altstadt erhalten geblieben. Dazu zählen Fischtorplatz 23 und Lauterenstraße 48.